# Kleiner Först
Koordinaten: 50° 25′ 5″ N, 11° 12′ 8″ O
Das Naturschutzgebiet Kleiner Först liegt im Landkreis Sonneberg in Thüringen. Das Gebiet mit dem 616 Meter hohen Kleinen Först erstreckt sich südöstlich von Steinach. Westlich des Gebietes verläuft die Kreisstraße K 32, östlich fließt die Oelse und verläuft die Landesstraße L 1150. Südwestlich erstreckt sich das rund 23,2 ha große Naturschutzgebiet (NSG) Steinachgrund und fließt die Steinach, ein rechter Zufluss der Rodach, nordöstlich erstreckt sich das 25,1 ha große NSG Georgshütte.

## Bedeutung
Das rund 22,9 ha große Gebiet mit der Kennung 125 wurde im Jahr 1961 unter Naturschutz gestellt. 